# 子育幽靈

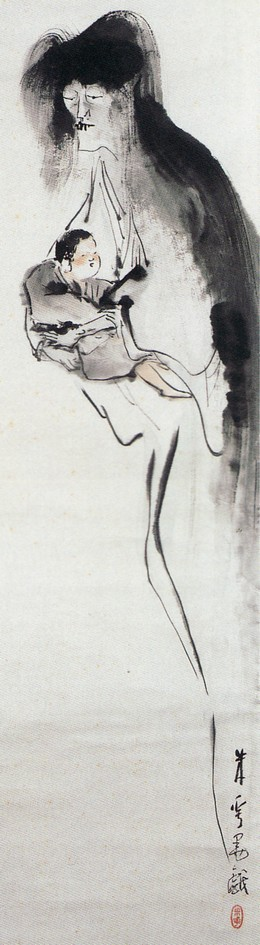
安田米齋『子育て幽霊図』

子育幽靈（こそだて ゆうれい）是日本的民話、怪談。內容、結果等有稍微的異同，但是，傳說分布全國各地，也成為落語的題材。也稱作「飴買幽靈」。

## 概要
某夜，已經關店的糖果屋出現敲窗的聲音，店主應門，一個蒼白臉，蓬亂頭髮的年輕女性說「請給我糖果」並給了一文錢。店主雖覺得奇怪，還是賣給這個看似悲傷講話聲音微弱的女人。
翌晩，女人又來買糖。店主賣糖時問女人「住在哪裡」，女人沒有回答就消失無蹤。之後的幾晩，女人都來買糖，到了第7天的晩上，女人拿出女用的羽織說「已經沒有錢，想賣這個買糖」。店主同情女人，讓女人用羽織換糖。覺得怪異的店主之後跟著女人，發現女人在某個墓前消失，同時也聽到墓地傳來嬰兒的哭聲，翌朝，店主和寺院的住持相談，結果發現了手抓著糖果的嬰兒。之後嬰兒被住持收養，成為高德的名僧。

## 後身傳承
在多數的傳承中，嬰兒成人之後成為高德的僧侶，也有實在的僧侶被視為嬰兒的後身之例。
- 通幻寂靈（元亨2年（1322年）～明德2年（1391年）） － 因幡國（現在的鳥取縣）或豐後國（現在的大分縣）出身，通幻禪師。成為曹洞宗的僧侶，總持寺5世。
- 大嚴（寛政3年（1791年）～安政3年（1856年）） － 石見國（現在的島根縣）出身。成為淨土真宗的僧侶，在萩城下講學。
- 茨城縣霞浦市千代田町的頭白上人傳說，嬰兒出家成為天台宗的名僧，在全國行脚修行。
- 京都東山(松原通大和大路東入二丁目轆轤町)的糖果屋（「みなとや」）傳說賣糖給幽靈，現在仍販賣「幽靈子育飴」。根據糖果的由來書，嬰兒後來成為六道珍皇寺的僧侶，寛文6年（1666年），68歲時入寂[1]。

## 落語
落語的舞台在京都高台寺。

## 脚注
1. ↑  .   [2015-01-29]. （原始内容存档于2019-08-16）.

## 關連項目
- 棺內分娩
- 六文錢